# Manuel Aurelio Cruz

Wappen von Manuel Aurelio Cruz

Manuel Aurelio Cruz (* 2. Dezember 1953 in Havanna, Kuba) ist ein römisch-katholischer Geistlicher und Weihbischof in Newark.

## Leben
Der Erzbischof von Newark, Peter Leo Gerety, weihte ihn am 31. Mai 1980 zum Priester. 
Papst Benedikt XVI. ernannte ihn am 9. Juni 2008 zum Weihbischof in Newark und Titularbischof von Gaguari. Der Erzbischof von Newark, John Joseph Myers, spendete ihm am 8. September desselben Jahres die Bischofsweihe; Mitkonsekratoren waren Peter Leo Gerety, Alterzbischof von Newark, und David Arias Pérez OAR, emeritierter Weihbischof in Newark.